# Lawrence Academy
Die Lawrence Academy at Groton (auch Lawrence Academy oder als LA bezeichnet) ist eine private amerikanische High School in Groton in Massachusetts.
Sie wurde während des 1793 von Samuel Lawrence gegründet und ist eine der ältesten Schulen des Landes. Die Lawrence Academy nimmt jährlich etwa 375 Studenten auf, das Studenten-Dozenten-Verhältnis liegt bei einer durchschnittlichen Klassenstärke von 14 Studenten bei 7:1. Gegenwärtiger Rektor ist D. Scott Wiggins.